# Матвеев, Павел Павлович
Па́вел Па́влович Матве́ев (1837 — ?) — русский военачальник, генерал-лейтенант Генерального штаба, участник Крымской войны и «туркестанских походов», востоковед-исследователь Афганистана, Туркестана и Бухарского ханства.

## Биография
Родился в Великом княжестве Финляндском, в семье обер-офицера.
В 1854 году поступил на воинскую службу унтер-офицером во 2-й Финляндский линейный батальон. В 1853—1855 годах принимал участие в Крымской войне.
Военное образование получил в Николаевской академии Генерального Штаба, которую закончил в 1873 году и начал службу по линии Генерального штаба в Туркестанском военном округе исполняя обязанности должности помощника адъютанта штаба.
В 1874 году им было получено звание капитана, затем в январе 1876 года — подполковника, в ноябре 1876 года он стал командиром 10-го Туркестанского линейного батальона.
В феврале-марте 1878 года по заданию Туркестанского генерал-губернатора был направлен в Западный Китай для выяснения политической обстановки и сбора военно-статистических сведений. Поставляемые им сведения о положении дел в Восточном Туркестане стали первой достоверной информацией, полученной российскими властями после оккупации Кашгара китайскими силами.
17 сентября 1878 года возглавил экспедицию по Северному Афганистану. Задачей экспедиции было изучение кратчайших путей из Российской Империи в Индию. В составе экспедиции помимо подполковника П. П. Матвеева были астроном Шварц, прапорщик Троцкий, два студента, два переводчика и семь человек конвоя. В течение трёх месяцев Матвеев и его люди прошли 1500 вёрст, посетили Файзабад, Бадахшан, Ташкурган, Мазари-Шариф и провели маршрутную съёмку всего пути, которая была объединена с английскими данными в Восточном Гиндукуше. Кроме этого ими были определены несколько новых астрономических пунктов. За выполнение этого задания ему был пожалован орден Святой Анны 2-й степени.
В 1880 году он был командирован в Кульджу в связи с предстоящей передачей прав на Илийский край китайскому правительству.
В июле-августе 1884 года он совершил дипломатическую поездку к Бухарскому эмиру, в разные годы (1886, 1887, 1889) руководил рекогносцировками офицеров российского Генерального штаба по Бухарским владениям.
В 1888 году ему было присвоена звание генерал-майора, в 1898 — генерал-лейтенанта, и в этом же году он становится командиром 11-й пехотной дивизии.
В 1900 году уволился с военной службы в отставку.